# Csekej
Csekej (szlovákul Čakajovce) község  Szlovákiában, a Nyitrai kerületben, a Nyitrai járásban. Küklő (szk. Kyklov) tartozik hozzá.

## Fekvése
Nyitrától 8 km-re, északnyugatra fekszik.

## Nevének eredete
Neve az ősi magyar csekik (= gázlón átgázol) szóból származik.

## Története
Csekej az ország egyik legrégibb faluja. A régészeti leletek szerint már a 8. században szláv település állt a helyén. A 11. századból is számos cserépmaradvány és pénzérme került elő, köztük Szent István király pénzei.
A falut mint birtokot írásban 1156-ban "Seka" néven említik először. Az első írásos feljegyzés mint lakott településről 1251-ből származik "Cheka" alakban, lakói a nyitrai uradalomhoz tartozó halászok voltak. 1259-ben "Chokoy", 1264-ben "Cheke" néven említik. Temploma a 14. században már állott, 1332-ben a pápai tizedjegyzék említi. 1431-ben a husziták foglalták el a települést és a templom köré erődítményt építettek. 1549-ben Csekej a nyitrai püspökség birtoka volt. 1576-ban felégette és kirabolta a török. 1606-ban Bocskai hadai foglalták el. 1626-ban 27 parasztház, 2 zsellérház és 6 lakatlan ház állt a faluban. 1715-ben 12 paraszti és 11 zsellérporta volt a településen. 1761-ben 71 család lakta. 1787-ben 51 házában 293 lakossal rendelkezett.
Vályi András szerint: "CSEKEJ. Csakojovtze. Tót falu Nyitra Vármegyében, birtokosa a’ Nyitrai Plebánia, lakosai katolikusok, fekszik Egerszeghez közel, ’s ennek filiája, Nyitrától pedig egy és 1/4 mértföldnyire, ambár határbéli földgye, és réttye első Osztálybéli, legelője is elegendő, malma az, melly Csábnak, de mivel fája, és szőlö hegye nintsen, a’ második Osztályba tétetett."
1805-ben, a napóleoni háborúk során Kutuzov tábornok orosz csapatai vonultak be a faluba. 1828-ban 59 házában 413 lakos élt, akik főként mezőgazdasággal foglalkoztak. 1830-ban kolerajárvány pusztított.
Fényes Elek szerint: "Csekej, (Csakajovcze), tót falu, Nyitra vgyében, közel a Nyitra vizéhez. Üzbégh filialisa. Lakja 400 kath., 7 zsidó. Határa termékeny, de sok helyt mocsáros; van erdeje; szőlőhegye. F. u. a nyitrai püspök. Ut. p. Nyitra."
Nyitra vármegye monográfiája szerint: "Csekej, a Nyitra jobb partján, Nyitra városától északra, 611 r. kath. vallásu lakossal. Postája, távirója és vasúti állomása Sarluska-Üzbégh. Kath. temploma, mely fallal van körülvéve, már a XIV. században fennállott, de 1697-ben átalakították. A községhez tartozó Kikló-pusztán van Ghyllányi István kastélya. A faluban egy régi Erdődy-féle kastély volt, de azt 1880-ban lebontották. Csekej a XIII. században "Cseka" és "Csokoj" néven, mint a nyitrai vár tartozéka szerepel."
A trianoni diktátumig Nyitra vármegye Nyitrai járásához tartozott. 1936. május 30-án nagy jégeső károsította meg Nyitrát, valamint Alsó- és Felsőköröskény, Berencs, Cabajcsápor, Csekej, Nagyemőke, Nagycétény, Nyitracsehi, Nyitraegerszeg, Salgó, Tormos, Ürmény, Üzbég, Vicsáp és Apáti, illetve Zobordarázs falvakat.

## Népessége
| Év:            | 1994. | 2004.   | 2014.   | 2024.   |
| -------------- | ----- | ------- | ------- | ------- |
| Emberek száma: | 1088  | 1069    | 1145    | 1156    |
| Eltérés:       |       | -1,74 % | +7,10 % | +0,96 % |

| Év:            | 2023. | 2024. |
| -------------- | ----- | ----- |
| Emberek száma: | 1156  | 1156  |
| Eltérés:       |       | +0 %  |

1880-ban 547 lakosából 22 magyar és 482 szlovák anyanyelvű volt.
1890-ben 611 lakosából 45 magyar és 536 szlovák anyanyelvű volt.
1900-ban 750-en lakták: 30 magyar és 691 szlovák anyanyelvű.
1910-ben 831 lakosából 776 szlovák, 39 magyar, 15 német és 1 egyéb anyanyelvű volt.
1921-ben 914 lakosából 7 magyar és 895 csehszlovák volt.
1930-ban 949 lakosából 945 csehszlovák volt.
1991-ben 1108-an lakták, ebből 5 magyar és 1093 szlovák.
2001-ben 1102 lakosából 1076 szlovák és 3 magyar volt.
2011-ben 1112 lakosából 1065 szlovák, 7 cigány, 4 cseh, 3 magyar és 25 ismeretlen nemzetiségű volt.
2021-ben 1163 lakosából 1089 (+8) szlovák, 2 magyar, 4 (+2) cigány, 15 (+1) egyéb és 53 ismeretlen nemzetiségű volt.

## Neves személyek
- Itt élt Staud Gábor (1887-1967) publicista, lapszerkesztő, művelődésszervező.
- Itt tanult Czigány Imre (1917-1985) plébános, meghurcolt magyar pap.

## Nevezetességei

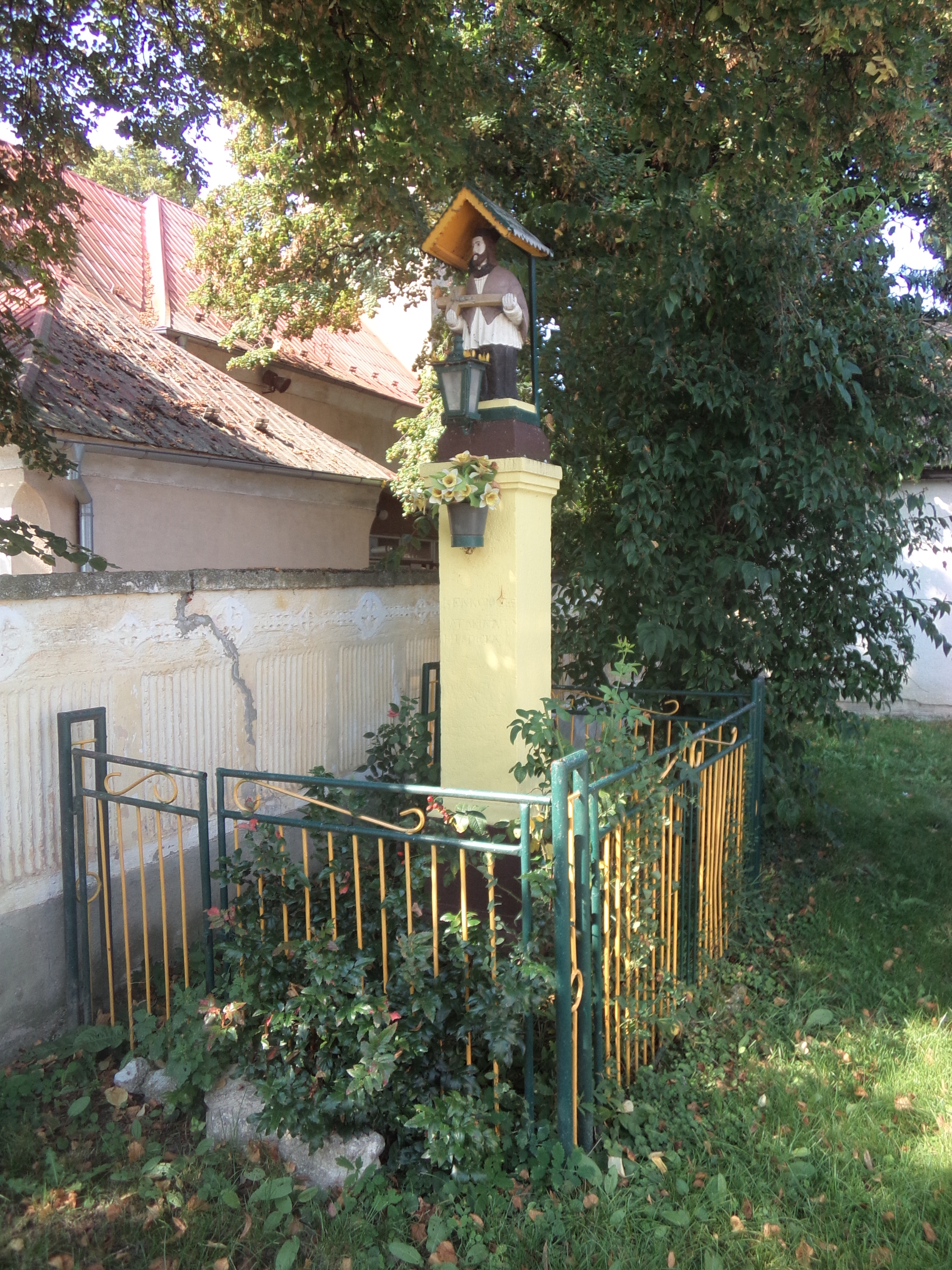
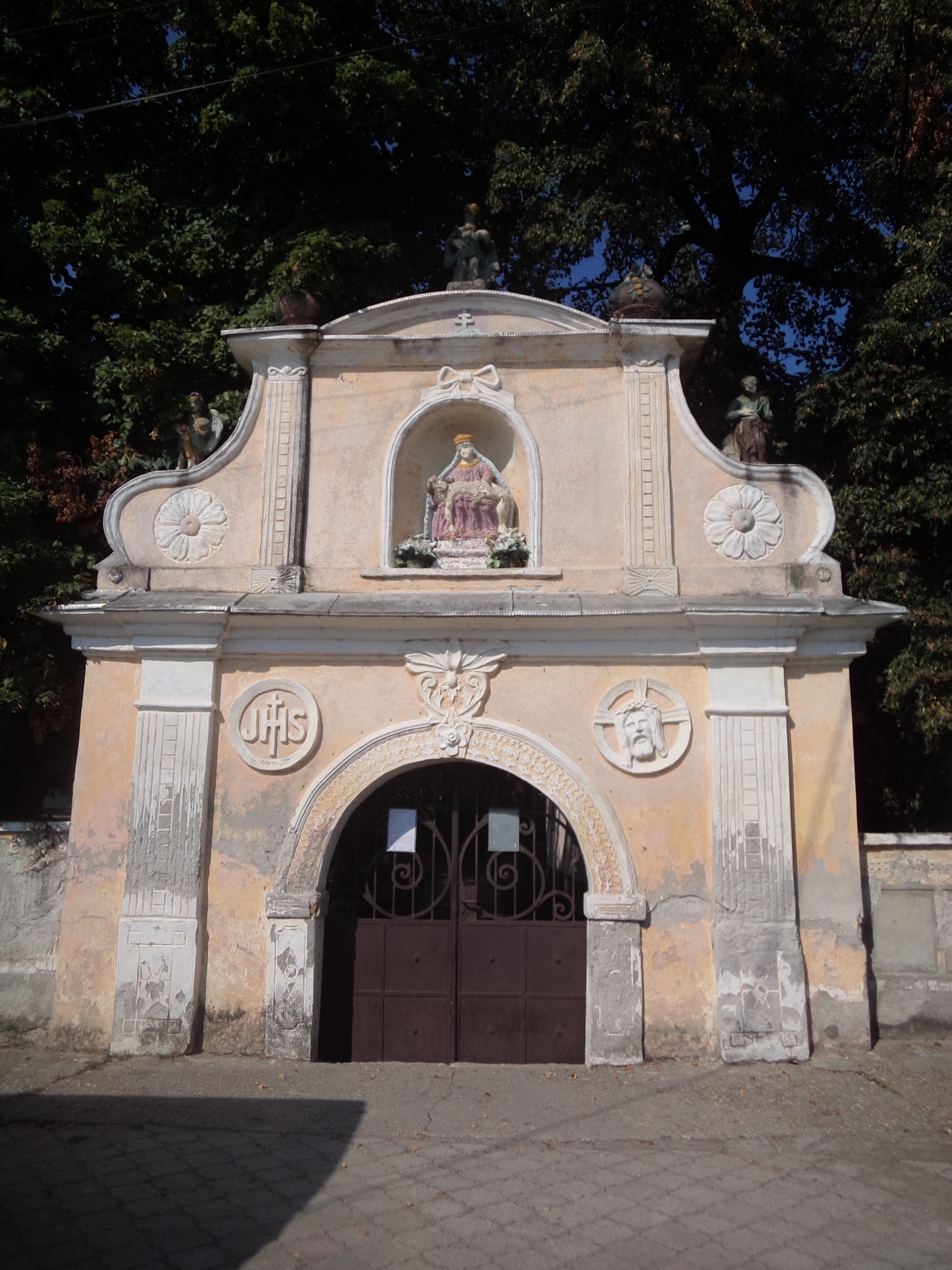

- Alexandriai Szent Katalin tiszteletére szentelt, római katolikus temploma 1697-ben épült barokk stílusban.
- Erdődy-kastélya 1880-ban épült.
- Nepomuki Szent János szobra 1844-ben készült.